# Dicliptera elegans
Dicliptera elegans är en akantusväxtart som beskrevs av W. W. Smith. Dicliptera elegans ingår i släktet Dicliptera och familjen akantusväxter. Inga underarter finns listade i Catalogue of Life.